# Lazuri (okręg Gorj)
Lazuri – wieś w Rumunii, w okręgu Gorj, w gminie Scoarța. W 2011 roku liczyła 298 mieszkańców.